# قائمة سجون ليبيا

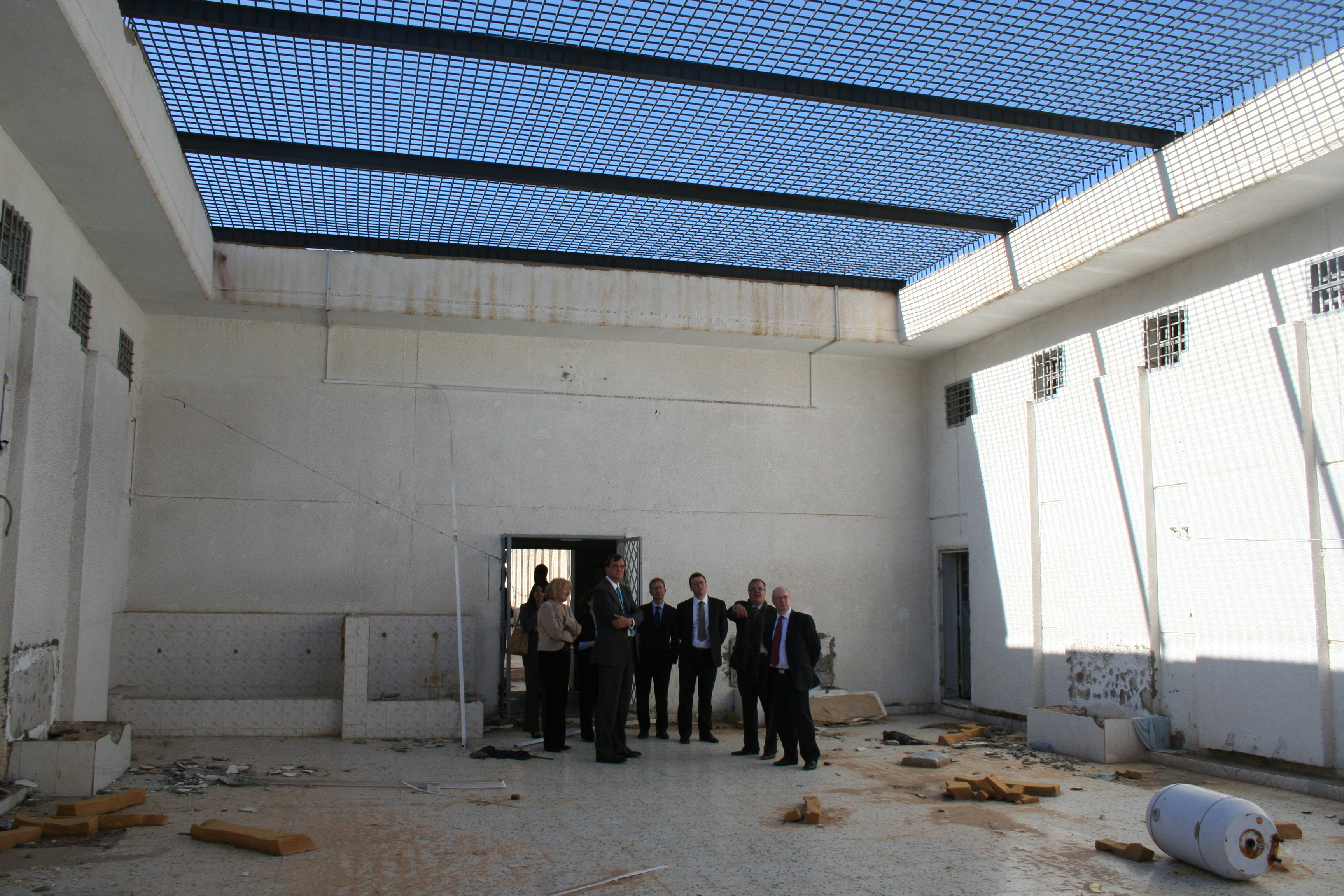

السِجْن هو المكان الذي يوضع فيه من يراد سلب حريته.

## قائمة سجون ليبيا
تحتوي هذه القائمة على أسماء سجون في ليبيا.
- سجن الرويمي

- سجن أبو سليم
- سجن السكة

- سجن عين زارة